# Iconografia della Ducal Basilica dell'Evangelista S. Marco
L'Iconografia della Ducal Basilica dell'Evangelista S. Marco è una serie di acqueforti del 1726 disegnate da Antonio Visentini e incise da Vincenzo Mariotti, riutilizzate nel 1761 da Antonio Zatta cancellandone gli autori.

## Storia
Si tratta del primo vero approccio all'incisione del Visentini. Dopo avere effettuato i rilievi e i disegni tentò di tradurli su rame ma come riferirono Moschini e Cicogna che il suo tentativo di riprodurre in incisione la tavola con il pavimento settile della basilica fallì, probabilmente per un errore nella morsura, cosicché dovette gettare la lastra. Non riferirono invece che si affidò alle mani più esperte di padre Vincenzo Mariotti, architetto, incisore che insegnava a Murano, la cui firma appariva chiaramente nel primo stato. A conferma di queste qualifiche padre Mariotti, già attivo a Roma, aveva aggiunto alla sua firma nella prima tavola incisa per la Perspectiva pictorum et architectorum di Andrea Pozzo essere stato allievo di questo maestro gesuita.
I due storici sono infatti in qualche modo i divulgatori dell'equivoco sul nome dell'effettivo incisore. Equivoco deliberatamente generato da Antonio Zatta che volendo far passare per una novità la sua seconda edizione del 1761 fece modificare i frontespizi e le didascalie delle tavole eliminando qualsiasi traccia dell'incisore originale, morto da circa trenta anni.
Visentini si era accollato anche l'onere di editore dell'opera e dalla sua originaria richiesta di privilegio del 1722 sappiamo che la già cospicua opera doveva essere seguita dalla pubblicazione dei rilievi di ulteriori chiese e «molti altri edificj e pubblici e particolari» di Venezia, impresa che anche dopo la richiesta di rinnovo del privilegio privativo nel 1744 non riuscì mai a proseguire. Alcuni disegni preparatori del Visentini sono conservati al Museo Correr.
Non è un caso che del primo autentico stato, a fogli sciolti, siano rimaste poche copie mentre risulta relativamente più diffusa l'edizione di Zatta che le raccoglie in un ampio volume. In questo secondo stato oltre alle modifiche nelle didascalie, sono state numerate le tavole e aggiunti riferimenti a quanto descritto nel testo. 
Il maggiore intervento sugli originali da parte del nuovo incisore Giovanni Magnini fu nel frontespizio: la sostituzione della dedica al doge Alvise Mocenigo (ormai deceduto) con un'effigie dell'evangelista Marco oltre alla sostituzione dello stemma della famiglia di appartenenza con un leone marciano. Del resto l'intero volume fu dedicato a Marco Foscarini, cavaliere e procuratore di San Marco, destinato ad un breve dogado dal 1762 al 1763. 

## Descrizione e stile
La serie è un'accurata raccolta di planimetrie, prospetti e sezioni della chiesa in grande formato e di dimensioni diverse a seconda del contenuto rappresentato. L'accuratezza dei rilievi di Visentini li rende a tutt'oggi un prezioso testo di confronto per la verifica dei successivi interventi di restauro ottocenteschi.
La serie si presenta realizzata con un semplice e lineare tratto incrociato tuttavia più che sufficiente a descrivere i volumi. Nell'edizione originaria era fogli sciolti poi piegati e raccolti inframezzate al testo nel volume della pregiata edizione di Zatta. Questo volume definitivo, titolato L'augusta ducale basilica dell'evangelista San Marco nell'inclita dominante di Venezia colle notizie del suo innalzamento, sua architettura, musaici, reliquie, e preziosità che in essa si contengono, arricchite di alcune annotazioni e adornate di varie tavole in rame dissegnate da celebre architetto, ed incise da perito artefice, è alto 70 cm e contiene i rilievi in fogli piegati.
Le incisioni furono effettuate su lastre alte circa 60 cm e larghe da 90 a 120 circa; l'anteporta e la veduta presbiterio misurano invece 690 x 454 mm. 

### Anteporta
L'anteporta originale, una capriccio barocco scarsamente relazionato al contenuto ma intesa a glorificare il ruolo della basilica e del dogado, presenta una cappella barocca ai cui lati si affaccia un doppio ordine di logge dove alcuni suonatore danno fiato alle loro trombe, ai piedi della scalinata una "vittoria", seduta su di una cornucopia, porge una corona d'alloro e ne regge un frondoso ramo; sul suo petto risplende un sole. 
Questa composizione circonda un drappo, appeso nell'absidiola di sfondo e sormontata dall'emblema del doge Mocenigo, che riportava il titolo e la dedica dell'opera: «ICONOGRAFIA DELLA DUCAL BASILICA DI S. MARCO Sotto li auspicj DEL SERENISSIMO DOGE ALVISE MOCENIGO» e più piccolo in basso «Delineata da Antonio Visentini Veneto Professore in Pittura Architettura e Prospettiva». Sul bordo inferiore un cartiglio indicava che si poteva acquistare dallo stesso Visentini in campiello di ca' Zen ai Biri e concludeva indicando espressamente l'incisore muranese «Prospettico et Architetto».
A Zatta tutte queste informazioni non potevano interessare minimamente nel suo progetto di creare una lussuosa pubblicazione che doveva apparire completamente nuova. Le altre incisioni rimanevano solo a corredo del libro dedicato a Marco Foscarini, allora procuratore di San Marco, ben indicato nel frontespizio dell'edizione. Così si risolse a far cancellare tutte le diciture inserendo nel drappo una nuova immagine dell'Evangelista, sostituendo lo stemma del Mocenigo, a cui erano ormai succeduti cinque dogi, con l'emblema veneziano del leone in moleca e apponendo, appena accennata, la propria sigla editoriale nel cartiglio inferiore.

### Pianta
Visentini aveva anche preparato una tavola intitolata Pavimento della Ducal Basilica di S. Marco  intesa a rappresentare la complessa articolazione in opus sectile e tessellatum dei pavimenti marciani nella stessa scala degli altri rilievi. Secondo Moschini fu proprio quella con il suo intrico di linee sottilissime a mettere in crisi l'artista nell'azione di morsura. Se ne conserva tuttavia il disegno colorato ad acquerello già predisposto con i cartigli presso il Museo Correr. Fu pubblicata invece una classica mappa (Piante della chiesa ducale dell'Evangelista Marco), estesa alla sagrestia, alla cappella di San Teodoro e agli spazi contigui del Palazzo Ducale, con alla base un'ampia legenda delle opere segnalate in numeri arabi. A partire da questa tavola appose in base all'immagine le informazioni sugli autori e la vendita riformulate, replicata anche nelle successive tavole con differenze non rilevanti: «Antonio Visentini Pittore Architetto, e Prospettico delineò. Si vende dal'istesso in campiel de ca' Zen in Birri co Privilegio,» e a destra «P. Vincenzo di S. Maria delle Scuole Pie Prospetico, et Architetto Scolpì», solo in quest' ultima parte aggiunse «al secolo il Mariotti»
Zatta la modificò con il nuovo titolo di Pianta del Tempio Ducale di S. Marco sostituendo le cifre arabe con una nuova numerazione romana e eliminando le firme oltre che la legenda, resa superflua dalle descrizioni testuali presenti nella pagina accanto della nuova pubblicazione. 

### Veduta interna
La tavola della Regia cappella della Ducal Basilica di S: Marco ove risiede il Serenissimo Doge nelle Funzioni Pubbliche venne numerata IX da Zatta. È l'unica incisione non finalizzata ad una rappresentazione "tecnica" dell'edificio proponendo una veduta a prospettiva centrale del presbiterio. Anche di questa è fortunatamente conservato il disegno originale del Visentini che consente di verificare l'accurata riproduzione su rame del Mariotti. Secondo il gusto del tempo, e anche per definire una corretta idea delle dimensioni dell'edificio, la veduta è animata dalle figure dei visitatori. 
Al terzetto di sinistra, guidato da un personaggio in abito da procuratore di San Marco, si accompagna un cane. Mentre i due signori fermi alla balaustrata dell'altar maggiore sono stati sopravanzati da una bambina che si accosta ad una colonna del ciborio e dal retro di questo sporge il busto di un canonico, evidentemente seccato dagli intrusi. Più composta pare la coppia a destra e le figure che sporgono dall'alto dei matronei su ambo i lati.
In questa tavola, piuttosto che nelle altre, è molto più nitidamente percepibile è la tendenza del Visentini a correggere le rappresentazioni dei mosaici dalla "stilizzazione" bizantineggiant verso una figurazione più naturalistica pur mantenendo la corrispondenza ai temi iconografici.

### Le facciate
La tavola numerata II da Zatta con il titolo Facciata Maggiore verso la Piazza Grande nel primo stato era titolata Facciata maggiore della chiesa ducale dell'Evangelista S: Marco. In questa, come in tutte le altre, Zatta eliminò le firme e aggiunse delle sigle utili ai riferimenti inseriti nel testo a cui erano allegate. L'incisione si estende a destra fino a comprendere la struttura contigua della porta della carta, principale accesso al palazzo ducale.
La tavola III Facciata del fianco a destra della Chiesa Ducale di S. Marco dirimpetto S. Basso presenta una visione virtuale della basilica da nord e si estende a sinistra fino alla facciata della chiesetta di San Teodoro. È da notare al centro il vuoto dell'arcata esterna, corrispondente al transetto, dove due secoli dopo verrà sistemata la monumentale tomba di Daniele Manin. L'incisione Facciata del Fianco a Sinistra della Chiesa Ducale di S. Marco dirimpetto il Broglio è formata dalle tavole IV-V. La tavola IV raccorda le visioni da sud dell'edificio: quanto è osservabile dalla piazzetta San Marco e quanto è visibile dal cortile del palazzo ducale, unite dallo spaccato delle strutture comprese tra la porta della carta e l'arco Foscari. A questa si aggiunge, con il cambio di orientamento verso ovest, la tavola V con la porzione in comune tra la basilica e il palazzo: presenta a sinistra l'arco Foscari (corrispondente verso il cortile della porta della carta) e prosegue con lo spaccato corrispondente fino alla cappella a destra del presbiterio.

### Spaccati

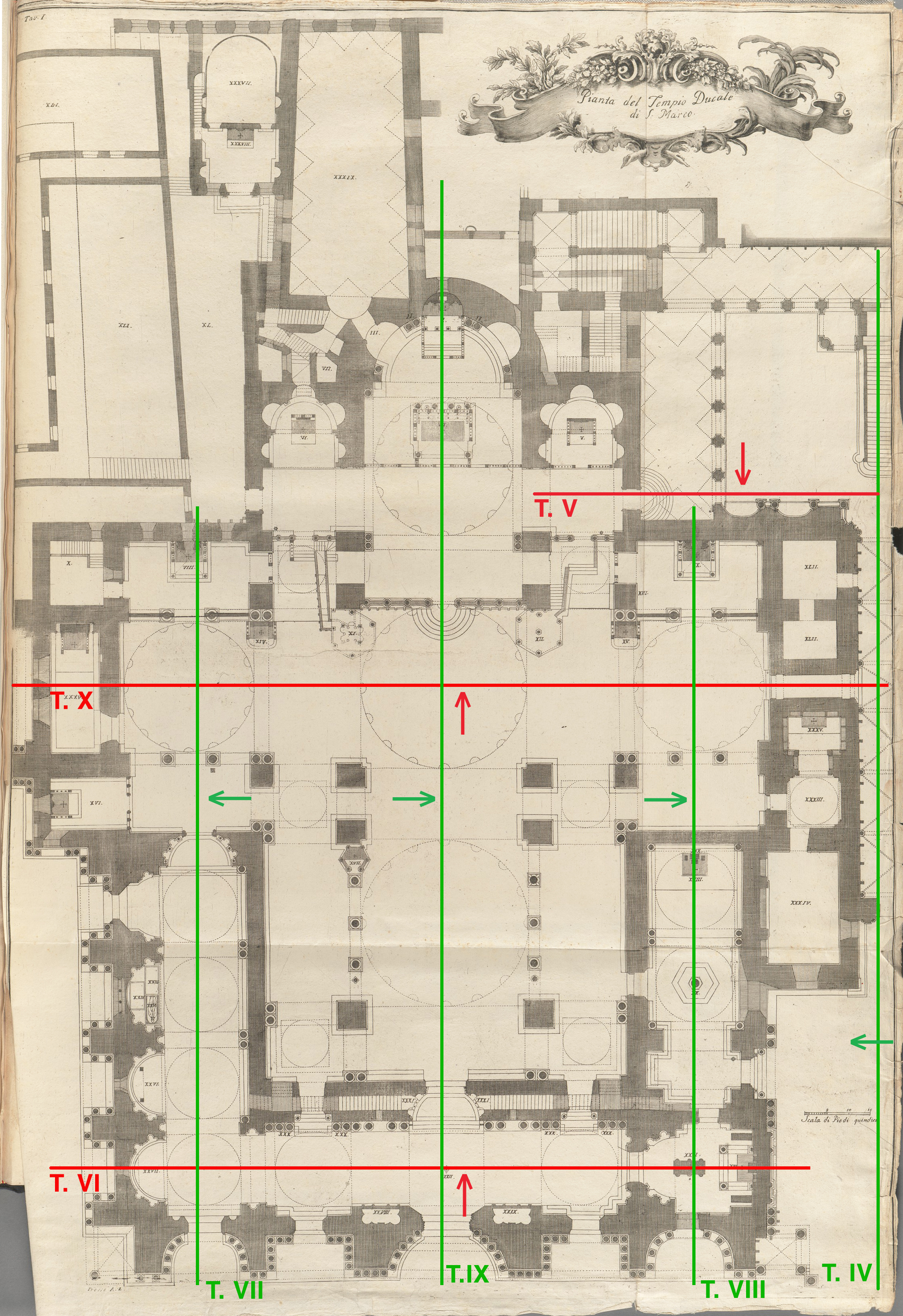
Riferimenti delle sezioni sovrapposti al secondo stato della mappa pubblicata da Zatta

Questo gruppo di incisioni risulta decisamente prezioso per le indagini necessarie alla manutenzione attuale della basilica ben documentando la situazione dopo i lavori di consolidamento coordinati da Domenico Magni e terminati nel 1723. Soprattutto per le minime difformità dai rilievi effettuati nel 1819 da Cesare Fustinelli. Sono riscontrabili nello stato attuale ulteriori difformità rispetto al rilievo del Visentini e quello del Fustinelli imputabili ai successivi restauri ottocenteschi.
L'incisione multipla Profili delli tre Atri del Tempio contiene, distribuite in senso orario, le tavole da VI a VIII. La tavola VI presenta una sezione della basilica che, oltre la facciata principale, attraversa la parte occidentale del nartece e la cappella Zen; la VII presenta una sezione del ramo settentrionale del nartece limitandosi a comprendere il transetto sinistro visti da sud, l'ultima tavola presenta gli ambienti sul lato opposto visti da nord e a partire del transetto destro con il suo grande rosone e attraversa il battistero, l'antibattistero e la cappella Zen.
La tavola X Profilo interiore di fronte del Tempio (titolata in precedenza Spaccato di fronte dentro la chiesa dell'evangelista S. Marco) presenta una sezione trasversale della basilica all'altezza della crociera vista da ovest, ossia verso le absidi terminando con una piccola porzione dell'arco Foscari.
La tavola XI Profilo interiore per lungo del Tempio (titolata in precedenza Spaccato di dentro per lungo della chiesa ducale dell'evangelista S. Marco) presenta una sezione longitudinale est/ovest e visto da nord attraverso l'asse centrale della chiesa dal presbiterio al portale maggiore.